# Discogypsina
Discogypsina es un género de foraminífero bentónico de la familia Acervulinidae, de la superfamilia Acervulinoidea, del suborden Rotaliina y del orden Rotaliida. Su especie tipo es Discogypsina vesicularis. Su rango cronoestratigráfico abarca desde el Ludiense (Eoceno superior) hasta la Actualidad.

## Clasificación
Discogypsina incluye a las siguientes especies:
- Discogypsina vesicularis, también aceptado como Gypsina vesicularis